# 莫里茨·施托佩爾坎普
莫里茨·施托佩坎普（德語：Moritz Stoppelkamp；1986年12月11日—）是一位德國足球運動員。在場上的位置是中場。他現在效力於德丙球隊杜伊斯堡，曾效力於柏達邦。